# 多夫若克 (沙爾霍羅德區)
48°44′9″N 28°13′44″E / 48.73583°N 28.22889°E
多夫若克（烏克蘭語：Довжок），是烏克蘭的村落，位於該國西南部文尼察州，由日梅林卡區負責管轄，面積11.6平方公里，海拔高度255米，2001年人口929，人口密度每平方公里80.09人。